# Биэрон, Мари Маргерит
Мари Маргерит Биэрон (фр. Marie Marguerite Bihéron; 17 ноября 1719, Мамер — 18 июня 1795, Париж, также известная как Мари Катрин Биэрон) — французский анатом, известная своими медицинскими иллюстрациями и восковыми фигурами.

## Биография
Биэрон была дочерью французского аптекаря. Она изучала иллюстрацию в парижском Королевском саду у Мадлен Баспорт.
Чтобы достать тела для своих анатомических исследований, Биэрон была вынуждена красть их у военных. Разочарованная их быстрым разложением и по предложению Баспорт, Биэрон занялась анатомическим восковым моделированием, став ведущим и широко признанным практиком этого искусства. Известный врач Виллуазен и ученый Жюссьё были впечатлены, и оба продвигали её достижения. В 1759 году Жан Моран предложил ей представить свою работу Королевской академии наук. Её снова пригласили в 1770 году, чтобы продемонстрировать новаторскую, очень подробную и реалистичную модель беременной женщины с подвижными частями и плодами. В 1771 году она представила свои работы в Королевской академии в третий раз, на этот раз продемонстрировав модели прибывшему наследному принцу Швеции Густаву Шведскому.
Модели Мари Биэрон получили международную известность как благодаря высокой анатомической точности и реалистичности, так и из-за того, что у неё, по-видимому, был метод изготовления восковых моделей, которые не плавились. Якоб Йонас Бьорнстол писал Карлу Линнею, что
Бьорнстол стал свидетелем анатомического чуда. Мари Катрин Биэрон делает модели частей тела, которые абсолютно реалистичны. И они не ломаются. Она не раскрывает, из какого материала они сделаны, хотя кажется, что они сделаны из воска, с чем-то смешанного. Все части правильно названы на латинском и греческом языках. Она изучала это искусство более 20 лет. Король Дании Кристиан VII является одним из её клиентов. Она передает свое почтение Линнею.
Поскольку Академия не поддерживала женщин, Биэрон приходилось зарабатывать на жизнь в частном порядке, выставляя и продавая свои модели, а также занимаясь преподаванием. Она переехала в Англию, потому что во Франции женщинам не разрешалось преподавать анатомию. Среди её учеников был Джон Хантер, шотландский врач, который значительно продвинулся в области хирургии — уроки анатомии Биэрон имели решающее значение для его учёбы, и некоторые иллюстрации в его книге, вероятно, принадлежали Биэрон. Дидро также, по-видимому, был одним из её учеников по анатомии.
Биэрон также зарабатывала деньги, продавая свои модели. Одним из заказчиков был король Дании, другим — российская императрица Екатерина II, которая купила у Биэрон полный набор анатомических моделей. В 1761 году прошла выставка, рекламируемая её брошюрой «Искусственная анатомия», обещавшей показать тело с «максимальной точностью», включая внутренние органы, которыми можно было манипулировать. Биэрон разрешила просмотр в своем доме на Вьей-Эстрапад недалеко от улицы Пуль; выставка началась 13 мая 1761 года и продолжалась некоторое время.